# Le Fin Mot
Le Fin Mot est une comédie-vaudeville en 1 acte d'Eugène Labiche, représentée pour la 1re fois à Paris au Théâtre des Variétés le 21 juillet 1840. Collaborateurs Auguste Lefranc et Marc-Michel.

## Distribution
| Acteurs et actrices ayant créé les rôles |                   |
| Personnage                               | Acteur ou actrice |
| Morisseau                                | M. Adrien         |
| Deligny                                  | M. Lionel         |
| Mme Valden                               | Mme Houdry        |
| Marie, sa nièce                          | Mme Bressant      |
| Jean, domestique                         | M. Émile          |